# Shan Tao

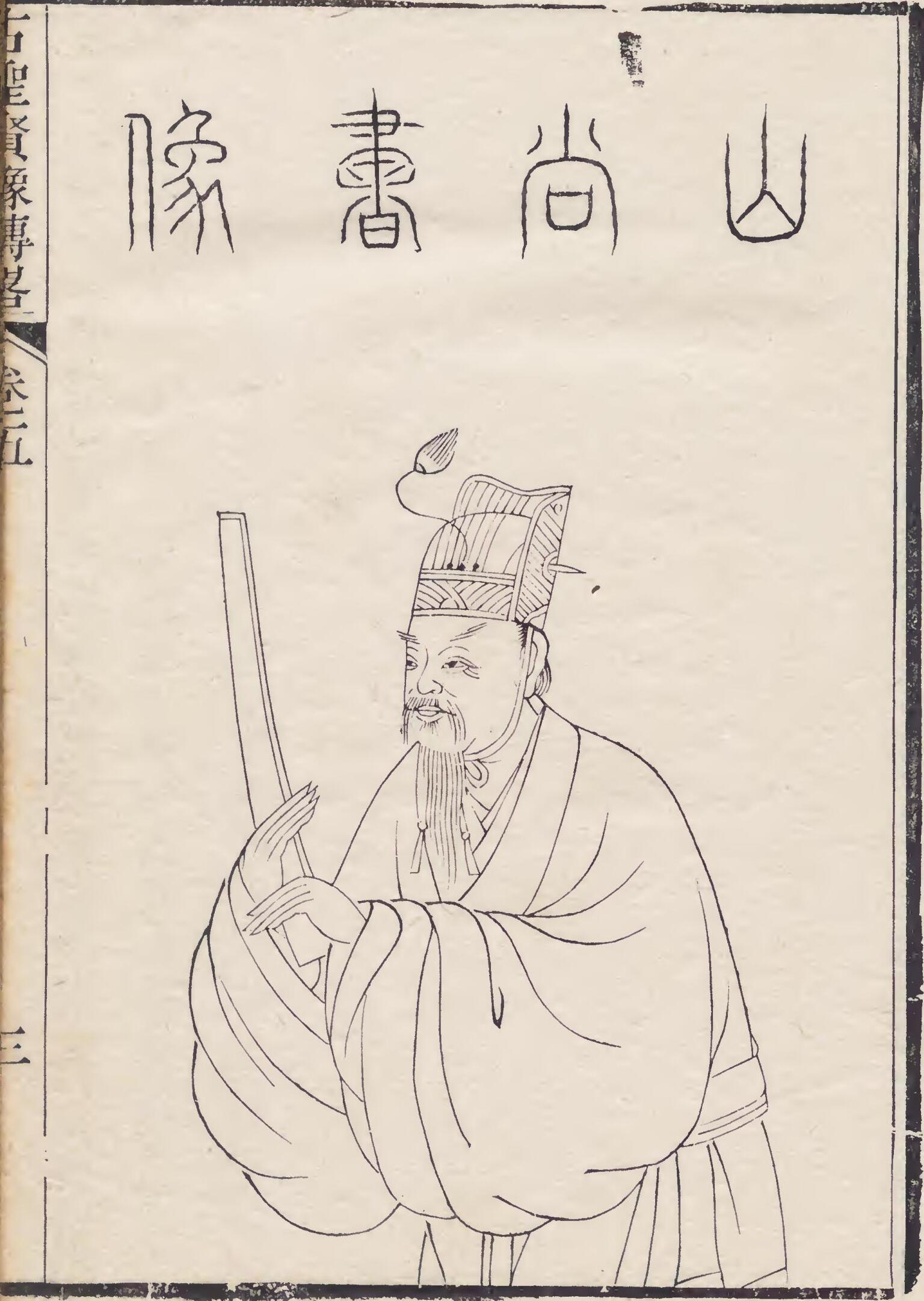
Shan Tao, fiktive Darstellung aus dem 19. Jahrhundert

Shan Tao (chinesisch 山涛) (* 205; † 283) ist einer der Sieben Weisen vom Bambushain. Seine Biographie ist in der Geschichte der Jin-Dynastie enthalten.